# Michel Combes
Michel Combes (* 29. März 1962 in Boulogne-Billancourt) ist ein französischer Manager.

## Leben
Combes besuchte die Lycée Louis-le-Grand und studierte an der École polytechnique. Gleichzeitig studierte er an der Universität Paris-Dauphine und am Conservatoire national des arts et métiers (CNAM). Nach beruflichen Stationen bei den französischen Unternehmen France Télécom und TDF war er von 2008 bis 2012 Geschäftsführer von Vodafone Europe. Combes war als Nachfolger von Ben Verwaayen von 2013 bis zum 1. September 2015 CEO des französischen Konzerns Alcatel-Lucent. Er sollte Aktien im Wert von 14 Millionen Euro als Abfindung erhalten, diese wurde jedoch später aufgrund von Turbulenzen innerhalb des Unternehmens über die überzogene Höhe der Abfindung auf 7,9 Millionen Euro gekürzt. Seitdem ist er PDG von Numericable SFR und Chief Operating Officer der Altice Group. Seit 2022 ist er Präsident der SoftBank Group International, welche einen Großteil der internationalen Geschäfte der SoftBank Group leitet.
Combes ist verheiratet, hat zwei Kinder und wohnt mit seiner Familie in Paris.